# 毛澤番椒
毛澤番椒（学名：Deinostema adenocaulon）为車前科澤番椒屬下的一个种。

## 扩展阅读
- 維基物種上的相關：毛澤番椒